# Medon (Kentaur)

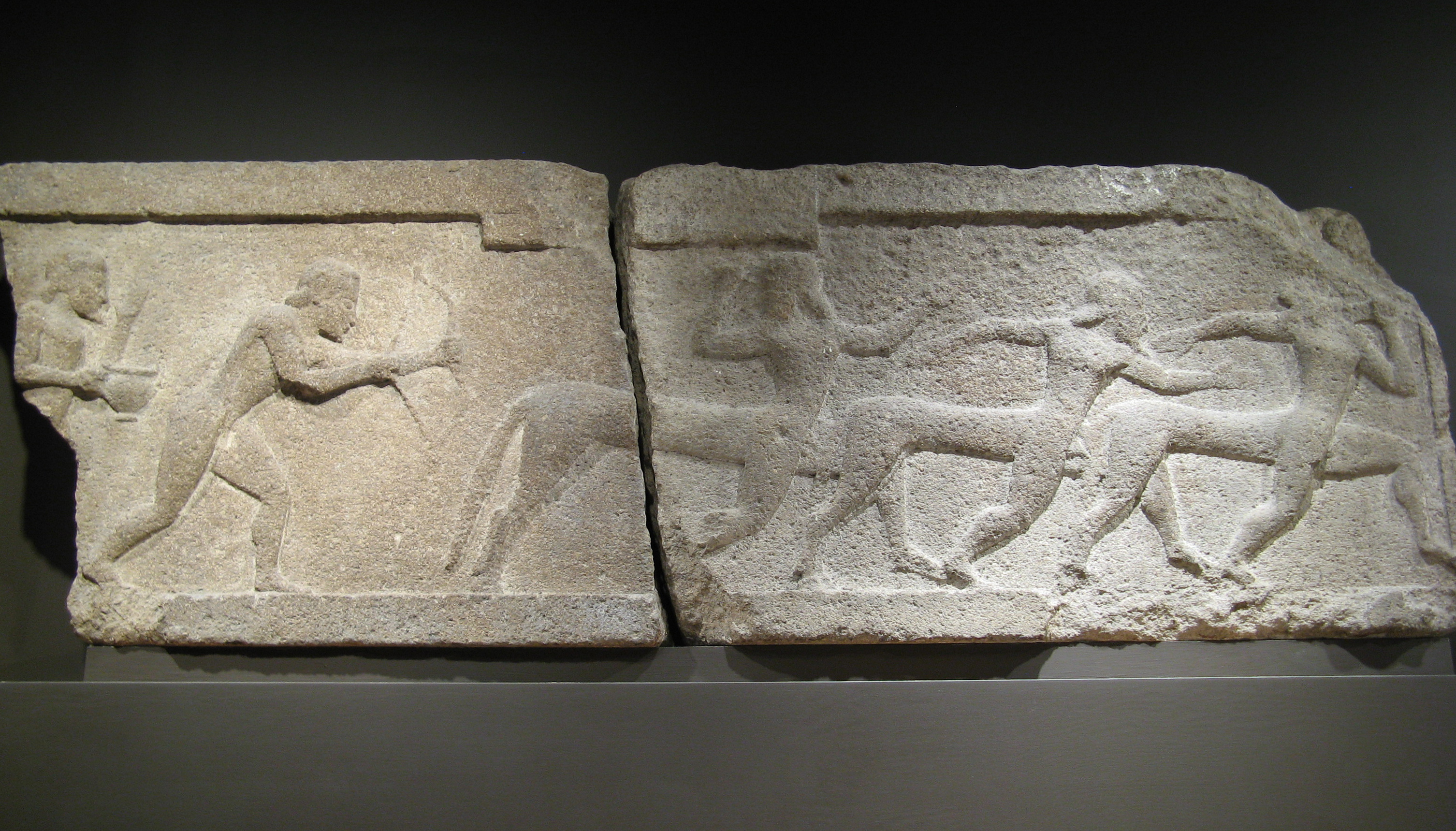
Athenatempel (Assos): Kentauren ergreifen die Flucht

Medon ist ein Kentaur der griechischen Mythologie. In der Kentauromachie auf der Hochzeit des Peirithoos kann er fliehen. Einzige Quelle ist das zwölfte Buch der ovidschen Metamorphosen.

## Name
Er gehört nicht zu den charakteristischen Kentaurennamen, steht aber „mit den Vorstellungen der Alten vom Wesen der Kentauren wenigstens in keinem Widerspruche.“ Denn er kommt vom griechischen μέδων, médōn, der Obwaltende oder Herrschende, der sich noch mit der Lebensweise der Kentauren verbinden lässt. Normalerweise schweifen sie in den Wäldern abgelegener Berge herum, haben dort keine ernstzunehmenden Gegner und sind ihr eigener Herr, sie können weithin walten und schalten, wie es ihnen beliebt. Eine ähnliche Bedeutung hat auch der Kentaur Eurynomos. Nur – für den Kampf wird ihnen das nichts nützen, höchsten für die Flucht. 

## Mythos
Ovid lässt Nestor vor Troja die Kentauromachie erzählen, war er doch selbst dabei. Nach anfänglichen Verlusten gewinnen die Lapithen die Oberhand. Die Kentauren erkennen, dass sie keine Chance haben und es kommt zur Massenflucht. Sie wird ausgelöst durch den gefährlichen Kentauren Rhoetus, dem viele folgen:
„302 Fugit et Ornëus Lycabasque et saucius armo

dexteriore Medon et cum Pisenore Thaumas.“ (Ovid)
„302 Lykabas auch sucht Heil in der Flucht und Ornëus und Medon,

rechts am Buge verletzt, nicht minder Pisenor und Thaumas.“ (Übersetzung Suchier)
Nach Lykabas und Ornëus flieht auch Medon, der mit einem dreigliedrigen Attribut saucius armo dexteriore (verwundet am Vorderbug = am vorderen Oberschenkel; von wem, bleibt offen) dem fliehenden Pisenor und Thaumas vorangestellt wird. Mit dem Attribut mittig zwischen den vier Kentauren platziert und mit der abschließenden Zäsur nach seinem Namen wird er aus den ihn umgebenden Dutzend-Kentauren herausgehoben. Nach dieser Gruppe, mit der sich die überstürzte Massenflucht beschleunigt, fliehen noch weitere, vierzehn der fünfundfünfzig ovidschen Kentauren können entkommen.